# 邓氏玉盛
邓氏玉盛（發音：[ʔɗaŋ˧˨ʔ tʰi˧˨ʔ ŋawk͡p̚˧˨ʔ tʰïŋ˧˨ʔ]；1959年12月25日—），越南广南省人，女性政治人物，2016年4月8日起为越南国会选举为任越南社会主义共和国副主席，得票450票，得票率91.09%。2018年9月21日，因越南国家主席陈大光突然逝世，邓氏玉盛临时代理国家主席一职，直至10月23日越共中央总书记阮富仲当选并就任国家主席为止，是越南首位女性國家主席或國家代理主席。曾任永隆省省委书记及越南妇女联协副主席，是第11届及第13届国会代表。

## 荣誉

### 越南勋章奖章
- 一等独立勋章（2021年11月23日颁发[4]）